# Типовой вид
Типовой вид (в биологической систематике) — вид, выступающий в качестве номенклатурного типа рода.
Во всех спорных ситуациях типовой вид выступает в качестве единственного объективного носителя данного родового имени.
Правила и рекомендации, касающиеся типовых видов, сформулированы в соответствующих международных кодексах: зоологической и ботанической номенклатуры, а также кодексе номенклатуры бактерий.
Явное и недвусмысленное указание типового вида стало общепринятой практикой лишь к концу XIX века. Типовые виды многих родов, выделенных в XVIII и начале XIX веков, были обозначены впоследствии на основании правил и рекомендаций, записанных в кодексах.